# كأس ديفيز 2018
كأس ديفيز 2018 (بالإنجليزية: 2018 Davis Cup)‏ هو موسم من كأس ديفيز. أقيم خلال الفترة 2 فبراير 2018 وحتى 25 نوفمبر 2018، وفاز فيه منتخب كرواتيا لكأس ديفيز.